# Iğdır (stad)
Iğdır (Azerbeidzjaans: İğdir, Koerdisch: Îdir, Armeens: Իգդիր) is een stad in het uiterste oosten van Turkije. De stad telt ruim 197.456 inwoners en is de hoofdstad van de gelijknamige provincie.

## Etymologie
Het gebied is vernoemd naar de Iğdıroğlu, een van de 24 hoofdtakken van de Oğuzenstam. Iğdır was de oudste zoon van Deniz Han, de jongste zoon van Oghuz Khagan, die volgens de legende de aartsvader is van de Oğuzen. Volgens de legende zijn Iğdır en zijn stam gemigreerd naar Azerbeidzjan en het gebied rondom de rivier Aras.

## Geschiedenis
Iğdır heeft een lange geschiedenis, die teruggaat tot in de Hurritische tijdperk, 4000 jaar voor Christus. 800 voor Christus maakte het gebied onderdeel uit van het koninkrijk Urartu. De geschiedenis weerspiegelt zich vandaag de dag nog in de vele nederzettingen uit deze periode.
Vervolgens werd het gebied veroverd door achtereenvolgens de Perzen, Alexander de Grote, het koninkrijk Armenië, de Seleuciden, Parthen , Romeinen en Byzantijnen. In het jaar 646 werd het veroverd door de Arabieren waarna de Turken, Georgiërs en Mongolen 400 jaar lang om heerschappij vochten.
Vanaf 1064 tot 1746 kwam het gebied onder Ottomaans gezag. Het Ottomaanse Rijk was destijds verwikkeld in een langdurig oorlog met buurland Perzië, als gevolg hiervan kwam het gebied in 1746 in handen van het Kanaat van Jerevan, een Perzische vazalstaat in het zuiden van de Kaukasus.
Na de Russisch-Perzische Oorlog tussen 1826 en 1828 kwam Iğdır met het Verdrag van Turkmenchay onder Russisch bestuur. Het zuidelijkste deel van de provincie was echter nog steeds in handen van de Turkse Ottomanen. Na de Russisch-Turkse Oorlog tussen 1877 en 1878 kwam Iğdır volledig onder Russisch bestuur. Tegen het einde van de Eerste Wereldoorlog was het hele gebied onder Russische controle, die het bestuur overdroeg aan de Democratische Republiek Armenië. In 1920 begon de Turkse generaal Kazim Karabekir een offensief om het gebied te veroveren. Op 16 maart 1921 wordt het Verdrag van Kars met Rusland getekend, waarna Iğdır definitief onder Turks gezag kwam.

## Bevolking
Iğdır is door haar ligging altijd een kruispunt geweest waar vele beschavingen en volken elkaar hebben ontmoet. In 1915 zijn vele Armeense inwoners (ongeveer 30% van de bevolking) tijdens de Armeense Genocide vermoord. Na de stichting van de Turkse Republiek zijn echter de laatste overlevende Armeniërs naar de USSR gedeporteerd.
Tegelijkertijd zijn er vele duizenden Turken uit omringende landen zoals Armenië, Iran en Azerbeidzjan naar Iğdır verhuisd. Vanaf 1960 is er een nieuwe emigratiegolf van uit Iğdır naar de grote Turkse steden en Europa ontstaan.
In 1886 werd een volkstelling gedaan door de Russen, die de macht hadden in Iğdır. Deze volkstelling was de laatste volkstelling waarbij etniciteit werd opgenoemd. Van de 71.066 inwoners waren 34.351 (48,3%) Azerbeidzjaanse Turken, 22.096 (31,1%) Armeniërs en 3.575 (11,7%) Koerden. In de bron wordt er gesproken over Tataren, destijds de benaming voor Azerbeidzjaanse Turken. Turken in de Kaukasus werden toentertijd door de Russen aangeduid als Tataren. Het gebied is aangeduid als Surmalinsy Uyezd (Turks: Sürmeli), de naam van het gebied dat de dag van vandaag grotendeels Iğdır vormt.
De bevolkingsontwikkeling van het district is weergegeven in onderstaande tabel.
| 1886   | 1997   | 2000    | 2007    | 2021    |
| ------ | ------ | ------- | ------- | ------- |
| 71.066 | 84.133 | 102.648 | 119.432 | 203.159 |

### Cultuur

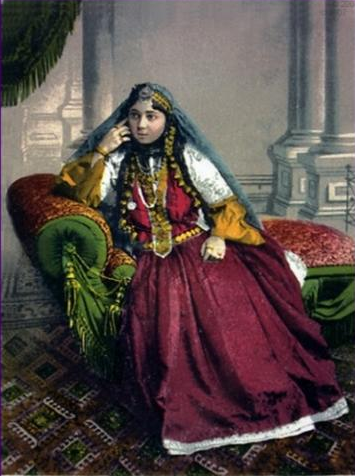
Traditionele kledij

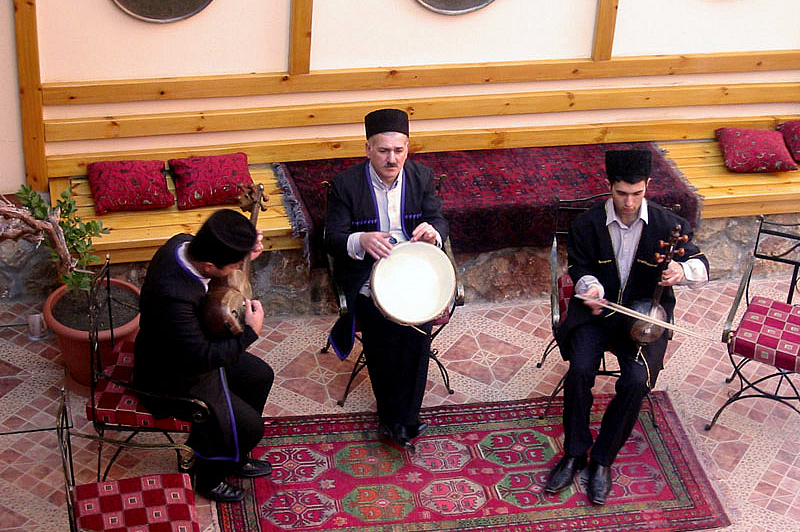
Muziek

De lokale bevolking is voor een groot gedeelte etnisch Azerbeidzjaans en is nog altijd sterk verbonden daarmee. Daarnaast zijn er goede contacten en banden met naburige Azerbeidzjan. In 1990 was er een massademonstratie na het Januaribloedbad in Bakoe. In 2020 ging men de straten op vanwege de herovering van Şuşa door Azerbeidzjaanse troepen in de oorlog in Nagorno-Karabach.
Noroez wordt uitgebreid gevierd. Voorafgaand aan het lentefeest worden de doden massaal bezocht en herdacht.

### Religie
De meeste inwoners zijn aanhangers van het Sjiisme, een van de twee grote ideologische stromingen binnen de islam waarvan de andere het Soennisme is, de dominante stroming in Turkije.
Jaarlijks, tijdens de islamitische maand Muharram, worden grote rouwprocessies gehouden in het centrum van de stad, net als in andere steden met een grote sjiitische bevolking. Er worden grote zwarte vlaggen opgehangen ter nagedachtenis aan de Slag bij Karbala en er heerst een de facto maand van rouw, waarbij feestelijkheden grotendeels worden vermeden.

## Bestuur
Volgende districten vallen onder de agglomeratie Iğdır:
- Aralık
- Karakoyunlu
- Tuzluca
- Iğdır

## Politiek
De stad is een uniek geval in Turkije. Het is zowel een bolwerk van Turkse nationalisten als van Koerdische separatisten, twee kampen die als aartsvijanden van elkaar worden gezien. Dat is terug te zien bij verkiezingsuitslagen, waarbij de Turks-nationalistische Partij van de Nationalistische Beweging en de Koerdisch-separatistische HDP verreweg de meeste stemmen krijgen. Desondanks is de stad politiek gezien relatief rustig.

## Economie
Door de strategische ligging op een drielandenpunt is Iğdır altijd een verzamelplaats geweest van handelaren. Alhoewel de bevolking met name gericht is op vee en landbouw, zijn er de afgelopen jaren enorme stappen gemaakt om de strategische ligging ook in andere sectoren goed te benutten.
Inmiddels is er een eigen luchthaven en zijn er plannen voor treinverbindingen die Kars met Nachitsjevan moet verbinden.

## Geografie

### Ararat
De Ararat (Turks: Ağrı Dağı) is met 5137 m de hoogste en grootste berg van Turkije en ligt voor een gedeelte binnen de grenzen van Iğdır. De berg domineert de stad en is zelfs op een afstand van 80 km te zien. 
De hoge berg verhindert vrije luchtcirculatie en zorgt ervoor dat er vaak smog boven de stad hangt. Hierdoor wordt Iğdır gerekend tot een van de meest vervuilde steden ter wereld.

### Aras
De rivier Aras stroomt langs Iğdır.

## Sport

### Voetbal

#### Iğdırspor
In 1990 wist voor het eerst een team uit de stad een professionele voetbalcompetitie te behalen. Iğdırspor speelde in de TFF 3. Lig en speelde tussen 2001 en 2004 zelfs in de TFF 2. Lig, het derde niveau in Turkije. In 2014 sloot de club zijn deuren na 7 jaar in de amateurdivisie.

#### Iğdır FK
In 2020 nam zakenman Cantürk Alagöz de gemeenteclub 76 Iğdır Belediyespor over en investeerde flink. In juli 2021 wist Alagöz Holding Iğdır FK (inmiddels van naam veranderd) de TFF 3. Lig te bereiken door in de finale van de lokale amateurcompetitie Diyarbakırspor te verslaan. Voor het eerst sinds 2007 werd Iğdır hierdoor weer vertegenwoordigd in de professionele voetbalcompetities in Turkije. Iğdır FK bereikte in 2024 de TFF 1. Lig, waarmee de stad voor het eerst in de geschiedenis een club kreeg op het tweede niveau.

#### Voetballers
De bekende voetballer Servet Çetin is geboren in Tuzluca in Iğdır en is zijn loopbaan ook hier begonnen. Voetballer Kaan Ayhan is weliswaar geboren in Gelsenkirchen, maar heeft wel roots in Iğdır. Zijn vader is er namelijk geboren en getogen.

## Partnersteden
- Şamaxı (Azerbeidzjan)
- Şərur (Azerbeidzjan)

## Bekende mensen uit Igdir
- Servet Çetin, oud-voetballer en trainer
- Şahin Yakut, Turks-Nederlandse kickbokser
- Avetis Ahoronyan, Armeens politicus, schrijver
- Varjaluys Mirijanyan, Russische actrice
- Sinan Oğan, Turks politicus
- Ali Özgündüz, Turks politicus
- Nurettin Aras, Turks politicus
- Şamil Ayrım, Turks politicus
- Ziya Ayrım, Turks politicus
- Abbas Koca, Oudste Turk (117 jaar)
- Arno Babadjanian, Armeens componist
- Kaan Ayhan, voetballer (roots via vaderskant)[20]
- Zeynep Sever, Miss België (roots)[21]

## Fotogalerij

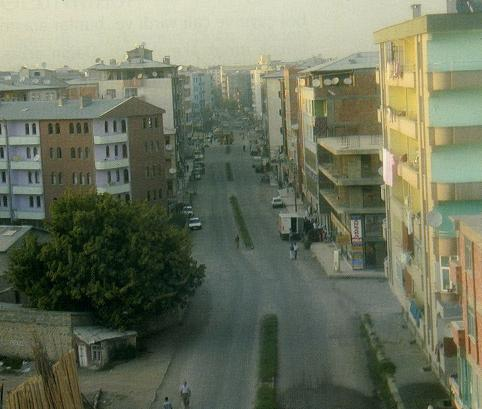
Straat in Iğdır
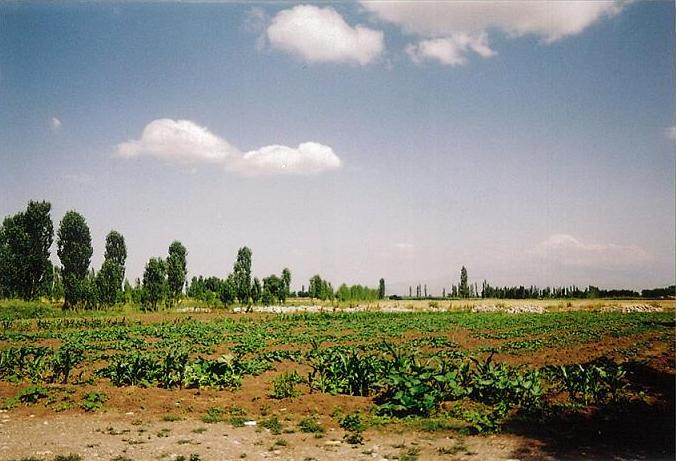
Grasvlakte in Iğdır
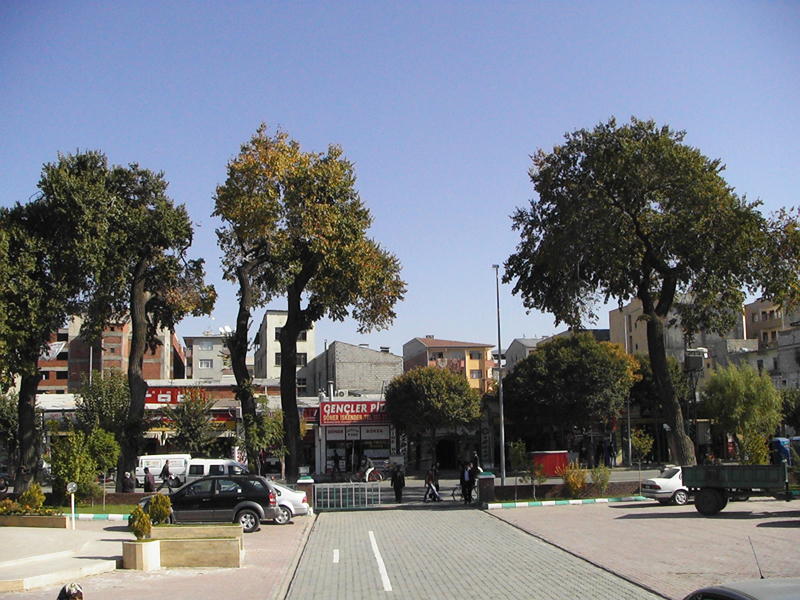
Binnenstad van Iğdır
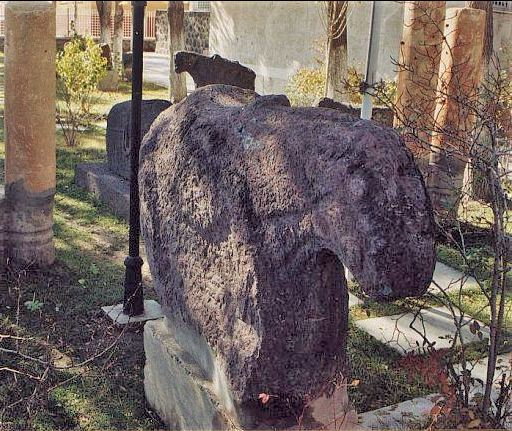
Grafsteen in Iğdır
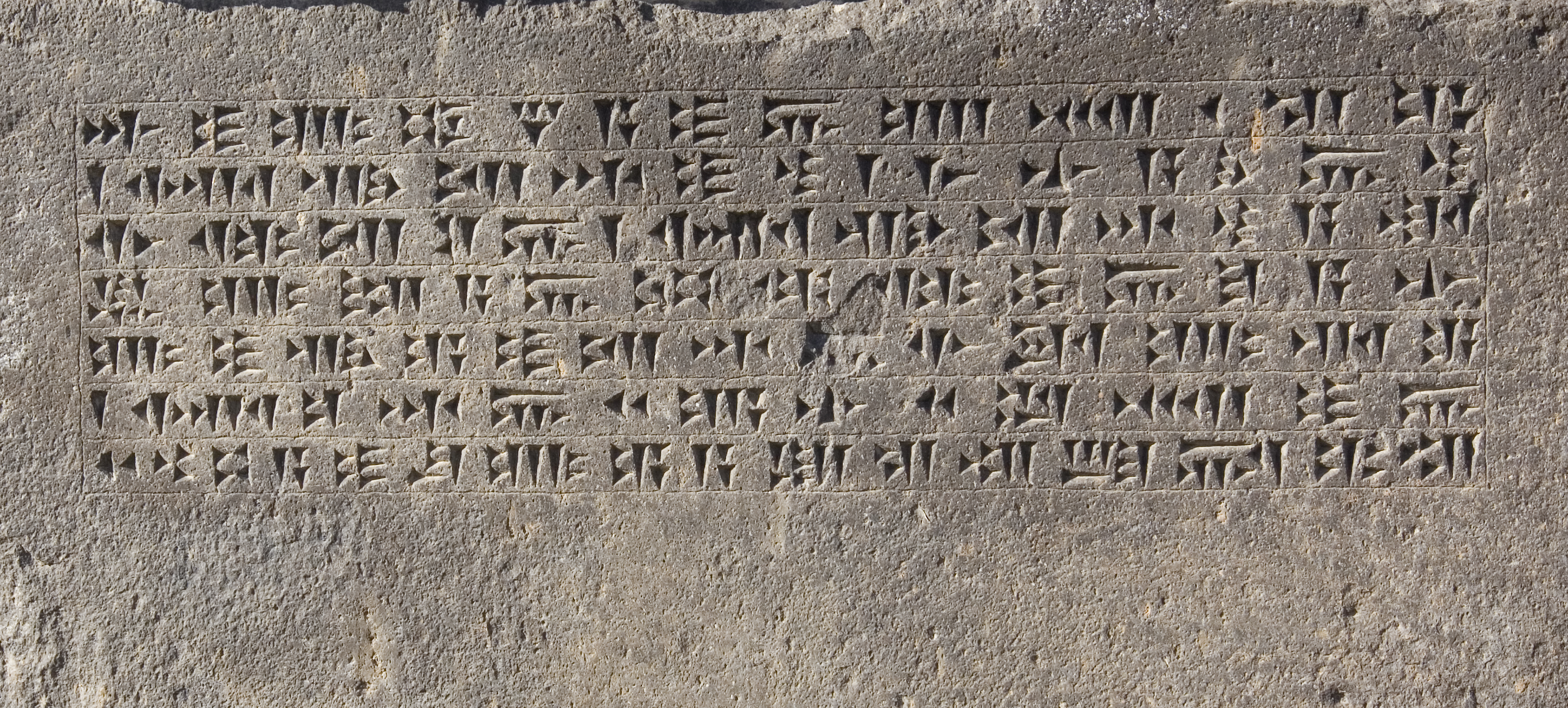
Urartu spijkergeschrift
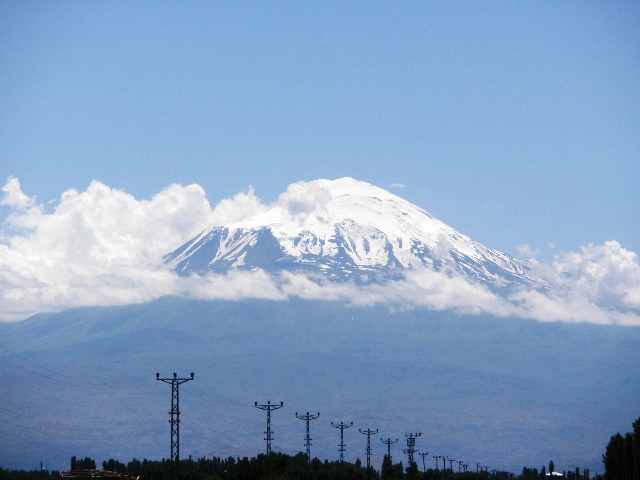
Zicht op de berg Ararat vanuit Iğdır
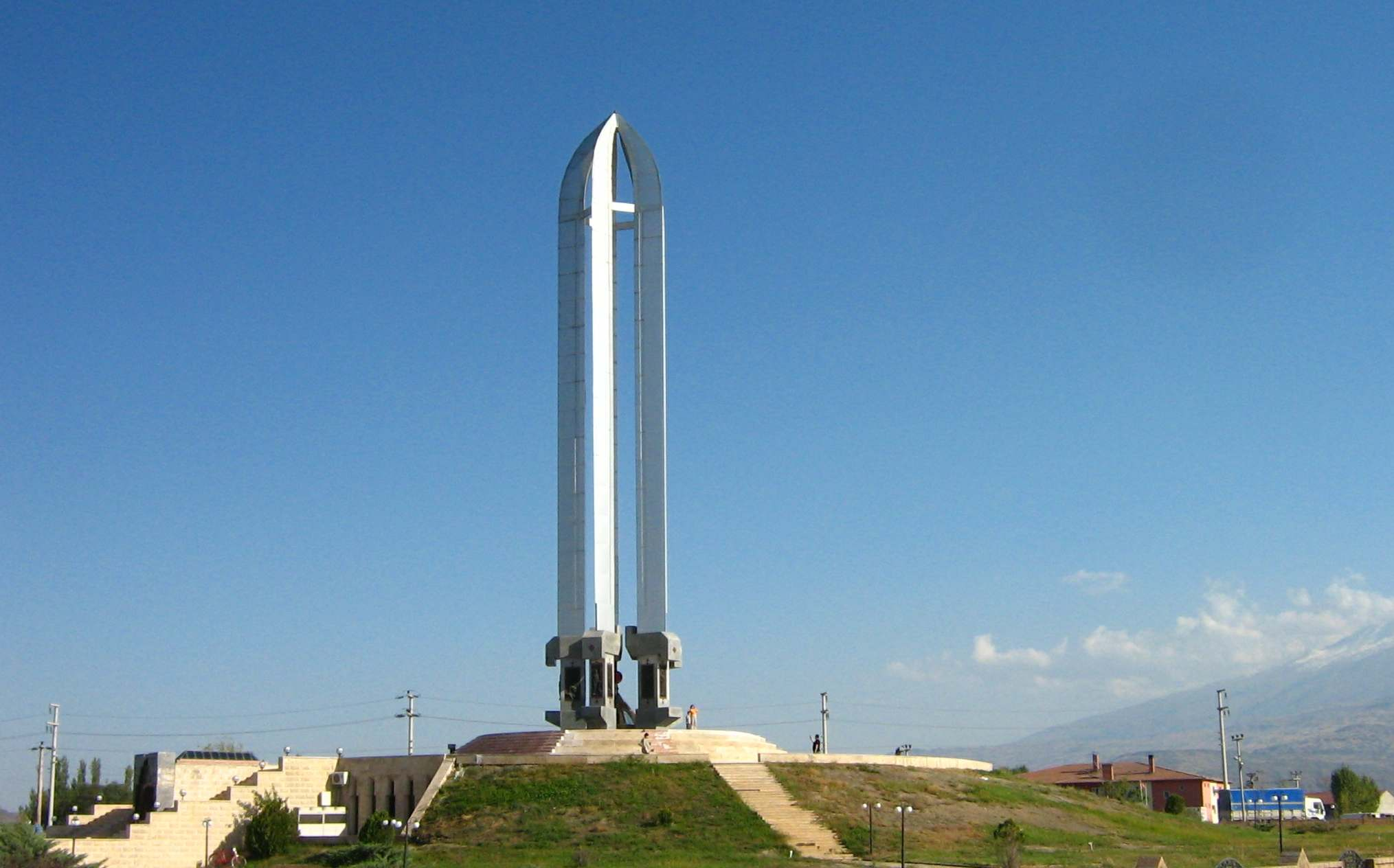
Iğdır Genocide Memorial en Museum